# Panhard CRAB
Der Panhard CRAB (Combat Reconnaissance Armored Buggy) ist ein gepanzertes Radfahrzeug für die Gefechtsfeldaufklärung. Ein erster Prototyp wurde ohne staatlichen Auftrag im Jahr 2012 auf der Militärmesse Eurosatory vorgestellt.

## Entwicklung
Der CRAB wurde von Panhard General Defense als leichtes Aufklärungsfahrzeugs entwickelt, um den von 1985 bis 2010 produzierten Panhard VBL der französischen Armee zu ersetzen. Schon bei der Entwicklung wurde das Fahrzeug auch zum Export vorgesehen. Ein erster Entwurf wurde 2010 vorgestellt; der erste Prototyp war 2014 fahrfähig, Panhard kündigte an, dass die erste Charge des Fahrzeuges 2018 an die französische Armee ausgeliefert werden sollte.

## Antrieb
Der CRAB ist mit einem M16-Sechszylinder-Dieselmotor von Steyr ausgestattet, der mit seinen 3,2 l Hubraum eine Leistung von 320 PS erbringt. Dadurch kann das relativ leichte Fahrzeug mit einer Masse von höchstens zehn Tonnen hohe Geschwindigkeiten von bis zu 110 km/h erreichen. Der Wendehalbkreis beträgt zehn Meter.

## Mögliche Bewaffnung
Der CRAB ist mit einem ferngesteuerten Turm bestückt, der verschiedene Arten von Waffen aufnehmen kann. Er kann ausgestattet werden mit 7,62-mm-Maschinengewehren bis hin zu 30-mm-Maschinenkanonen sowie Panzer- oder Flugabwehrraketen. Auf der Eurosatory 2012 wurde das Fahrzeug mit einem Turm für die 25-mm-Maschinenkanonen ausgestellt, die vom belgischen CMI-Konzern entwickelt wurde. Der relativ kompakte und relativ leichte CRAB ist luftverladbar: drei Fahrzeuge sollen laut Hersteller in einem Airbus A400M transportiert werden können.